# أولاد بن كروم (رياحنة تيرس)
أولاد بن كروم هو دُوَّار يقع بجماعة جدور، إقليم اليوسفية، جهة مراكش آسفي في المملكة المغربية. ينتمي الدوّار لمشيخة رياحنة تيرس التي تضم 31 دوار. يقدر عدد سكانه بـ 202 نسمة حسب الإحصاء الرسمي للسكان والسكنى لسنة 2004.

## روابط خارجية
- البوابة الوطنية للجماعات الترابية
- المندوبية السامية للتخطيط